# Eugenia brownsbergii
Eugenia brownsbergii är en myrtenväxtart som beskrevs av Gerda Jane Hillegonda Amshoff. Eugenia brownsbergii ingår i släktet Eugenia och familjen myrtenväxter. Inga underarter finns listade i Catalogue of Life.